# چارلز امیل روتنبرگ
چارلز امیل روتنبرگ (به انگلیسی: Charles Emil Ruthenberg) (زاده ژوئیه ۹، ۱۸۸۲ – درگذشت مارس ۱، ۱۹۲۷) سیاستمدار مارکسیست آمریکایی و همچنین از بنیان‌گذاران و اولین سردبیر حزب کمونیست ایالات متحده آمریکا بود.